# Agat
Pour les articles homonymes, voir Agat (homonymie).
Agat (Chamorro : Hagat) est l'une des dix-neuf villes du territoire des États-Unis de Guam.

## Démographie
Lors du recensement de 2010, Agat compte 4 917 habitants, dont :
- 58,0 % d'Océano-Américains
  - 53,9 % de Chamorros
  - 2,9 % de Chuukois
  - 1,2 % d'autres
- 27,1 % d'Asio-Américains
  - 25,7 % de Philippino-Américains
  - 1,4 % d'autres
- 2,5 % de Blancs américains
- 11,1 % de métis
- 1,3 % d'autres.